# 奧基夫山
70°20′S 64°24′E / 70.333°S 64.400°E
奧基夫山（英語：O'Keefe Hill）是南極洲的山峰，位於麥克羅伯特森地，屬於查爾斯王子山脈的一部分，處於鮑德溫冰原島峰以南2.8公里，根據澳大利亞探險隊的空中照片被繪入地圖。